# Gansurhinus
Gansurhinus es un género extinto de reptiels de la familia Captorhinidae perteneciente al  Permiano Medio de China .  Fue nombrado por primera vez por Robert R. Reisz , junio Liu, Jin-Ling Li y Johannes Müller en 2011 y la especie tipo es Gansurhinus qingtoushanensis. .